# Institut français d'Égypte
L' Institut français d'Égypte (IFE) fait partie du réseau mondial des Instituts français. Le bureau principal est situé à Mounira, tandis que 4 antennes locales complètent son réseau national à : Alexandrie, Héliopolis, Nouveau Caire et Sheikh Zayed.

## Historique
Constitué en plusieurs étapes depuis le 1er janvier 1996, l'Institut français d'Égypte au Caire est né de la réunion en un seul et même lieu de la Mission de recherche et de coopération (MRC) et du Centre culturel français (CCF) de Mounira et d'Héliopolis. La mission culturelle unique, sous l'égide de l'ambassade de France en Égypte s'est officialisée le 1er janvier 1999.
Le statut de l'IFE en tant qu'organisme a été mis à jour et finalisé le 24 janvier 2011 dans le cadre d’une réforme mondiale du réseau culturel et de coopération du Ministère français des Affaires étrangères initiée par la loi du 27 juillet 2010, en remplacement des activités culturelles françaises qui, dans le pays, étaient jusque-là réunies au sein de l'association Culturesfrance.
Cette réorganisation a apporté une meilleure unité et une plus grande simplicité de gestion. Les services de coopération universitaire, éducative, linguistique et culturelle de l’Ambassade de France ont ainsi fusionné pour devenir l’Institut français d'Égypte. Ils entretiennent des liens étroits avec le Consulat général ainsi que le bureau de l'Alliance française du pays.

## Rôle
L'Institut français d'Égypte propose des cours de français pour les jeunes, les adultes et les professionnels. Ces cours ont lieu en présentiel ou en ligne. L'Institut propose également des cours sur mesure et des cours de préparation aux diplômes. De plus, l'Institut enseigne l'arabe.
L'Institut propose diverses activités culturelles, en plus des cours et classes de français. Ainsi, le centre culturel de l'institut participe à la scène culturelle locale, en créant des évènements à visée nationale, régionale ou locale, selon les projets; L'IFE propose ainsi quelques centaines d'évènements culturels et d'ateliers annuels répartis entre ses 5 annexes. L'IFE participe également à des évènements externes, dans le cadre de la promotion de la culture et des échanges entre la France et l'Égypte, et développe des partenariats avec d'autres entités gouvernementales ou non-gouvernementales. L'Institut dispose d'une bibliothèque numérique, Culturthèque, et organise des expositions novatrices.
L'Institut propose une pléthore de services supplémentaires dans le domaine des études à l'étranger, de la formation des professeurs et des diplômes français.

## Antenne de Mounira
L'Institut français d'Égypte trouve son quartier général dans le quartier Mounira du Caire. Il dispose d'une salle de spectacle pouvant accueillir 200 personnes et propose annuellement des conférences, tables-rondes, des concerts, des représentations théâtrales et des séances de cinéma.
En outre sa médiathèque dispose de 30 000 documents à consulter sur place ou à emprunter. La médiathèque a été rénovée en 2021 et propose un accès gratuit à des salles de travail, des espaces de lecture, des tablettes et activités en réalité virtuelle pour tous les publics et un accès au réseau wifi.
22 salles de classe y accueillent les élèves 7 jours sur 7 pour des cours de français et des examens (DELF, DALF, TCF, TEF et DFP). En outre, le département d'arabe contemporain offre des cours d'arabe pour une plus grande immersion dans la culture locale. Enfin, le restaurant « Les jardins de Mounira » propose dans le patio des plats pour aux influences françaises et égyptiennes.

## Antenne d'Alexandrie
L'antenne d'Alexandrie est basée dans un palais néo-classique, acquis par l'état français en 1886. Depuis 1967, cet établissement est destiné à la diffusion de la culture et de la langue françaises.
Sa médiathèque dispose de plus de 22 000 titres, en supplément d'un accès à sa bibliothèque et d'une ludothèque équipée pour les plus jeunes. Son centre linguistique accueille le public 6 jours sur 7.

## Antenne d'Héliopolis
Les activités culturelles françaises à Héliopolis ont officiellement vu le jour en 1977, lorsque le Centre Français de Culture et de Coopération (CFCC) ouvrit ses portes au public. Depuis 2011, le bâtiment fut absorbé dans le réseau des instituts français en Égypte. Sa médiathèque renferme 13 000 titres et plus de 1000 documents multimédia pour les enfants et les adultes.

## Antenne du Nouveau Caire
L’Institut français d’Égypte a inauguré en 2018 une nouvelle antenne dans la périphérie orientale de la capitale égyptienne, au Nouveau Caire. Il s’agit de la première nouvelle implantation de l’Institut français d’Egypte depuis 1977, 41 ans après la création de l’antenne d’Héliopolis.
Située au 305 El Teseen, New Cairo, la nouvelle antenne du Nouveau Caire est composée de 10 salles de cours équipées et d'une médiathèque, au deuxième étage de la tour administrative Green Tower, située sur l’axe principal du Nouveau Caire.

## Antenne de Sheikh Zayed
L’Institut français d’Égypte ouvre une antenne dans le quartier Sheikh Zayed en février 2020. En 2022, la demande restant forte, l’IFE a déménagé et s’est installé dans les locaux de l’école EPIC School située dans le compound Al Khamayel. En Juillet 2024 , l’IFE a déménagé  dans une nouvelle école « Continental Palace International School » qui se situe toujours à « Khamael » à quelques mètres de EPIC.
Avec ses salles de cours modernes et équipées dans les bâtiments neufs de l’EPIC School, l’antenne de Sheikh Zayed accueille adultes et jeunes publics pour des cours de français ouverts à tous les niveaux.

## Directeurs
- 1985-1987 : Christian Delacampagne

[...]
- 2016-2019 : Mohamed Bouabdallah
- 2019-2022 : Jamel Oubechou
- Depuis 2022 : David Sadoulet